# Papillacarus undirostratus
Papillacarus undirostratus är en kvalsterart som beskrevs av Aoki 1965. Papillacarus undirostratus ingår i släktet Papillacarus och familjen Lohmanniidae. Inga underarter finns listade i Catalogue of Life.